# Clans (Alpes Marítimos)
Clans é uma comuna francesa na região administrativa da Provença-Alpes-Costa Azul, no departamento Alpes Marítimos. Estende-se por uma área de 37,79 km², com 536 habitantes, segundo os censos de 2006, com uma densidade de 14 hab/km².